# Edna Bay
Edna Bay ist ein Ort mit dem Status einer City in der Prince of Wales-Hyder Census Area in Alaska. Das U.S. Census Bureau hatte bei der Volkszählung 2020 eine Einwohnerzahl von 25 ermittelt.

## Geographie
Edna Bay befindet sich im Alaska Panhandle im Südosten Alaskas. Der Ort befindet sich an der Südostküste von Kosciusko Island an der gleichnamigen Bucht. Edna Bay ist der einzige bewohnte Ort der Insel. Diese wird durch eine schmale Wasserstraße von der Prince of Wales Island getrennt. Edna Bay liegt etwa 265 km südlich von Juneau, der Hauptstadt Alaskas, sowie 140 km nordwestlich von Ketchikan. Der Ort liegt im Tongass National Forest.

## Geschichte
„Edna Bay“ wurde 1904 vom U.S. Coast and Geodetic Survey (USC&GS) erwähnt. Eine staatliche Veräußerung von Ländereien ermöglichte die Errichtung einer Siedlung in Edna Bay. Wirtschaftsfaktoren waren damals Fischfang und Holzfällerei. Während dem Höhepunkt der Holzindustrie in den 1950er und 1960er Jahren lebten bis zu 135 Menschen in Edna Bay.
Die Bevölkerung lebte Anfang der 2000er Jahre hauptsächlich von kommerziellen Fischfang und von Subsistenzwirtschaft. Seit 2014 hat Edna Bay den Status einer „City“. Der Ort wird normalerweise per Wasserflugzeug oder per Boot von Craig, Ketchikan oder Petersburg erreicht. Naukati Bay, der nächstgelegene Ort, befindet sich 30 km ostsüdöstlich von Edna Bay und ist an das Straßennetz von Prince of Wales Island angebunden.

## Demografie
Zum Zeitpunkt der Volkszählung im Jahre 2020 (U.S. Census 2020) hatte Edna Bay 25 Einwohner auf einer Landfläche von 54,77 km². Von den Einwohnern waren 23 Weiße.
Beim Zensus im Jahr 2000 wurden 49 Einwohner gezählt, 2010 waren es 42. Die Bevölkerungsentwicklung war in den letzten Jahren rückläufig.